# Two Seas Records
Two Seas Records é uma Gravadora (Editora Discográfica) idealizada pelo príncipe do Barém, Abdulla Hamad Al-Khalifa. Seu Diretor Executivo é Guy Holmes da Gult Records - uma gravadora independente em Londres e idealizadora do Crazy Frog.